# System Shock (игра, 1994)
System Shock — компьютерная игра в жанре action-adventure, выпущенная в 1994 году. Игра разработана Looking Glass Studios и издана Origin Systems. Её режиссёром был Даг Чёрч, продюсером — Уоррен Спектор. События игры происходят на борту космической станции в киберпанковой вселенной 2072 года. Играя безымянным хакером, игрок пытается помешать планам враждебного искусственного интеллекта под названием SHODAN.
Физическая модель System Shock и геймплей существенно повлияли на дальнейшие игры жанра приключенческого боевика. Разработчики стремились построить геймплей и окружение игры за счет оптимизации механики предыдущих игр: Ultima Underworld: The Stygian Abyss и Ultima Underworld II: Labyrinth of Worlds.
Критики включили System Shock в несколько списков Славы. Игра имела умеренный коммерческий успех с объёмами продаж, превышающими 170 000 экземпляров, но в конечном итоге Looking Glass потеряли деньги на проекте. В 2016 году Nightdive Studios собрали более миллиона долларов на Kickstarter для создания ремейка игры.
Продолжение System Shock 2 было выпущено Looking Glass Studios и Irrational Games в 1999 году. В 2015 году была анонсирована System Shock 3.

## Сюжет
В прологе игры безымянного хакера ловят при попытке получения доступа к файлам, касающихся станции Цитадель, принадлежащей корпорации TriOptimum. Хакер предстает перед Эдвардом Диего, руководителем TriOptimum, который предлагает снять все обвинения против хакера в обмен на взлом SHODAN, искусственного интеллекта, который управляет станцией. Диего тайно планирует украсть экспериментальный мутагенный вирус, который проходит испытания на станции, и продать его на чёрном рынке в качестве биологического оружия. Кроме того, он обещает хакеру ценный нейронный имплантат военного класса за выполненную работу. После взлома SHODAN и удаления этических ограничений ИИ герой подвергается операции по вживлению обещанного нейронного интерфейса, которая приводит к впаданию хакера в шестимесячную кому. Игра начинается, когда герой просыпается и обнаруживает, что SHODAN уже захватила станцию. Все роботы на борту были перенастроены на враждебное отношение к игроку, а персонал станции превратился в мутантов и киборгов, либо же убит.
Ребекка Лансинг, консультант TriOptimum по борьбе с терроризмом, утверждает, что лазер станции в настоящее время направлен на Землю. Планом SHODAN является уничтожение всех крупных городов на планете в стремлении стать своего рода богом. Ребекка говорит, что один из членов экипажа знает, как отключить лазер, и обещает уничтожить записи сделки хакера с Диего, если SHODAN будет побеждена. Из информации, полученной из журналов, хакер узнает, как разрушить лазер, и стреляет в щиты станции. SHODAN готовится уничтожить население Земли мутагенным вирусом, аналогичным тому, который превратил экипаж станции в мутантов. Хакер, пытаясь избавиться от камер, используемых для выращивания вируса, противостоит и побеждает Диего, который был превращён в мощного киборга. SHODAN пытается загрузить себя в компьютерные сети Земли. Благодаря совету Ребекки хакер предотвращает завершение загрузки путём уничтожения четырёх антенн, которые SHODAN использует для передачи данных.
Вскоре после этого Ребекка связывается с хакером и говорит, что она убедила TriOptimum санкционировать уничтожение станции; она даёт ему подробную информацию, как это сделать. После получения необходимых кодов хакер инициирует процесс самоуничтожения станции и сбегает в спасательной капсуле. Там хакер побеждает Диего второй раз, а затем пытается отстыковаться. Тем не менее, SHODAN останавливает запуск капсулы; она старается держать игрока на борту станции, пока мостик, на котором находится SHODAN, не отлетит на безопасное расстояние. Ребекка говорит хакеру, что он все ещё может убежать, если он достигнет моста. SHODAN перехватывает передачу и глушит её. После победы над Диего в третий раз и его смерти хакер минирует мост, который вскоре взрывается. Тогда он связывается со специалистом, у которого получилось обойти сигнал помех SHODAN. Техник сообщает ему, что SHODAN может быть побеждена только в киберпространстве из-за мощных щитов, которые защищают её мейнфреймы. Используя терминал рядом с ЭВМ, хакер входит в киберпространство и разрушает SHODAN. После спасения хакеру предлагают работу в TriOptimum, но он отказывается, так как хочет вернуться к прежнему образу жизни.

## Игровой процесс

Персонаж игрока смотрит на дверь внизу, держа в руках свинцовую трубу. Энергия и здоровье персонажа отображены в верхнем правом углу; показатели слева от них определяют позу персонажа и угол обзора. Три окна «многофункционального дисплея» внизу сообщают информацию об оружии, инвентаре и автокарте

System Shock является трёхмерным шутером. События игры происходят внутри большой многоуровневой космической станции, где главный герой сражается с врагами и решает головоломки. Прогресс игрока в значительной степени нелинеен. Как и в Ultima Underworld, игрок использует курсор мыши, чтобы прицеливаться, взаимодействовать с объектами и манипулировать элементами HUD-интерфейса. HUD позволяет игроку наклоняться влево или вправо, посмотреть вверх или вниз, приседать и ползать. На экране HUD можно сконфигурировать три «дисплея мульти-функций» для отображения информации, например, показатели оружия, карта и инвентарь.
Сюжет игры раскрывается в записях логов и сообщениях электронной почты, игра не содержит неигровых персонажей, с которыми можно разговаривать. На протяжении всей игры злобный искусственный интеллект SHODAN препятствует прогрессу игрока ловушками и заблокированными путями. Компьютерные терминалы позволяют игроку временно войти в киберпространство; внутри игрок передвигается невесомо через каркас 3D-среды, собирая данные и вступая в борьбу против программ безопасности SHODAN. Действия в киберпространстве иногда влияют на события в физическом мире игры; например, некоторые запертые двери могут быть открыты только в киберпространстве. Вне киберпространства игрок использует шестнадцать видов оружия, из которых максимум семь можно нести одновременно для борьбы с роботами, киборгами и мутантами, которые контролируются SHODAN. Метательное оружие часто имеет выбираемые типы боеприпасов с различными эффектами; например, «дартс-пистолет» может стрелять взрывными иглами или транквилизаторами. Можно найти энергетическое оружие и несколько видов взрывных боеприпасов, от разрывных гранат до мин.
Вместе с оружием игрок собирает предметы, такие как пластыри и аптечки первой помощи. Пластыри обеспечивают персонажа полезными эффектами, такими, как регенерация или увеличение атаки ближнего боя, но могут вызвать вредные побочные эффекты, такие как усталость и искажённое восприятие цвета. Также игрок может найти разные полезные устройства, в том числе энергетические щиты и монтажные фонари. В процессе прохождения игры могут быть получены всё более и более усовершенствованные версии этих устройств. При активации большинство оборудования питается от главного источника энергии игрока, что вынуждает его не злоупотреблять использованием приборов. Некоторые аппараты, когда активны, отражают эффективность атаки сообщениями «Normal damage». Если враг нанёс игроку урон, повреждения рассчитываются путём поглощения бронёй, уязвимостью, критическими ударами и степенью случайности. Некоторые враги имеют иммунитет или более уязвимы для определённых видов оружия. Например, электромагнитное импульсное оружие сильно вредит роботам, но не влияет на мутантов. Газовые гранаты, наоборот, являются эффективными против мутантов, но не вредят роботам.

## Разработка

### Первоначальный дизайн
System Shock была задумана во время работы над заключительными этапами Ultima Underworld II: Labyrinth of Worlds‍ в декабре 1992 или январе 1993 года. Дизайнер и программист Даг Чёрч провёл этот период в штаб-квартире издателя Origin Systems в Техасе и обсуждал следующий проект Looking Glass Studios с Уорреном Спектором с участием дизайнера Остина Гроссмана и главы компании Пола Нейрата в Массачусетсе. Согласно Чёрчу, команда считала, что они сделали «слишком много подземельных игр»; Нейрат позже объяснил, что они чувствуют себя эмоционально выгоревшими после разработки Ultima Underworld II. В итоге они решили создать ещё одну «игру, моделирующую погружение», но без фэнтези. Они хотели, чтоб события игры происходили в современном мире, но Чёрч сказал, что идея была отвергнута, потому что «это поставило бы кучу вопросов: почему я не могу поднять трубку, почему я не могу попасть на поезд, и так далее». Чёрч вернулся к Looking Glass в штате Массачусетс, где он, Нейрат и Гроссман размышляли над сеттингом для игры. Игра имела первоначальное название Alien Commander и была спин-оффом серии Wing Commander; однако эта идея вскоре была полностью отвергнута. Спектор сказал, что они не хотели быть зависимыми от существующей франшизы, таким образом, в своём собственном проекте «они могли делать всё, что им нравилось».
Четыре сотрудника написали документацию по действиям игрока и реакции среды на них. Чёрч позже привел пример: «Вы слышите звук поворота камеры безопасности, а потом сигнал от её нацеливания на вас, так что вы прячетесь за ящик, а потом вы слышите дверь, тогда вы бросаете гранату и уходите». Документы «намекали» на участие систем геймплея и на возможности, которые возникают в каждой ситуации. Нейрат участвовал в этих начальных сессиях дизайна, он считал, что проект «всегда был видением Дага Чёрча». Чёрч и Гроссман определили дизайн игры, Гроссман написал его первоначальную модель. Дизайн основан на идеях, которые у него впервые появились во время написания и проектирования могилы в Ultima Underworld II в измерении, которое он позже назвал «мини-прототипом» для System Shock. Эти понятия включали минимизацию диалоговых деревьев и больший акцент на исследование среды. Команда считала, что диалоговые деревья «сломали фантастику» игр; Чёрч позже прокомментировал, что диалоговые деревья в серии Ultima Underworld были как отдельные игры сами по себе, отключены от основного погружения в окружающую среду. Также обсуждался реализм.
Игрок не встречает ни одного живого неигрового персонажа. Вместо этого сюжет передается в сообщениях электронной почты и дисках, многие из которых были записаны погибшими неигровыми персонажами. Здесь Гроссман вдохновился Spoon River Anthology Эдгара Ли Мастерса, сборника стихов, написанного как эпитафии вымышленных лиц. Гроссман позднее суммировал идею как «серию коротких выступлений от людей, которые вместе дали вам историю локации». Удаление диалогов было попыткой команды сделать игру более «интегрированной», чем Ultima Underworld. Они стремились «поместить [игроков] в фантастику и не давать возможности для её нарушения», поэтому они пытались стереть различие между сюжетом и исследованием. Чёрч считал, что это направление будет органичной прогрессией от Ultima Underworld, в книге «Game Design: Theory & Practice Second Edition» приведены его слова: «На каком-то уровне это ещё только симулятор подземелья и мы по-прежнему просто пытаемся развивать эту идею». Незадолго до начала производства с басистом группы «Tribe» Грегом Ла-Пикколой был заключён контракт о работе над музыкой игры. Он посетил своего друга Рекса Брэдфорда в компании и спонтанно спросил программистов, многие из которых были поклонниками группы, нет ли у них роли для него. Процесс производства начался в феврале 1993 года. Несмотря на то, что Гроссман принимал активное участие в начале планирования игры, он имел мало общего с её производством и не оказывал помощь с написанием текста и озвучивания.

### Создание
После начала производства первой задачей команды была разработка нового игрового движка, который сможет отображать окружающую среду в формате 3D и позволит создать прогрессивный геймплей. Команда отказалась использовать движок Ultima Underworld и написала новый 32-битный с помощью Watcom C/C++. Новый движок был способен обрабатывать текстурные карты, наклонную архитектуру и светоотражающие объекты; это позволяло игроку смотреть в любом направлении, в то время как движок Ultima Underworld был «очень ограниченным» в этом отношении. Он также позволял игроку прыгать, ползать, карабкаться по стенам и опираться на них. Дизайнеры убрали дыры в визуализации движка, чтобы создать более разнообразные и яркие среды. Чёрч говорил, что «на первый взгляд, даже я не мог видеть, как они сделали их». Тем не менее, эти работы заметно снизили производительность и команда старалась оптимизировать игру в процессе разработки. Были запланированы полигональные 3D-модели, но разработчики не успели их реализовать. Чёрч говорил, что конечной целью команды было создать «богатое, захватывающее, активное окружение», в которое игрок может погрузиться и что для этого требуется «сложный сюжет и мир».
Через события и объекты в окружающей среде, такие как камеры безопасности, которые игрок должен уничтожить, команда создала эффект присутствия SHODAN во вселенной. SHODAN взаимодействует с игроком в «повторяющейся, последовательной» манере. Чёрч считает, что она многозначительно соединяет игрока с сюжетом. Концепт-художник System Shock Роб Уотерс создал визуальный дизайн SHODAN, а Ла-Пикколо позвал своего партнера по группе Терри Бросиус, чтобы озвучить персонажа. Бросиус сказала, что её целью во время записи было говорить «без эмоций, но с некоторыми интонациями вверх и вниз». Потом её голос был сильно отредактирован во время постпродакшн, который создал эффект, вдохновлённый голосом Макса Хедрума. Ла-Пикколо позже сказал, что большое количество эффектов на голос Бросиус «кропотливо прошли через руки» саунд-дизайнера, которому не хватало функций звукового редактора, которые, как правило, используются для достижения таких результатов. Ранние диалоги SHODAN в игре имели «несколько искажений», чтобы намекнуть на её злонамеренный статус. Ла-Пикколо увеличил количество этих эффектов на протяжении всей игры. Персонаж хакера возник как реакция против главного героя серии Ultima, Аватара. По словам Гроссмана, они хотели, чтобы игрок играл кем-то «морально скомпрометированным» и был заинтересован в ситуации.
Симус Блэкли разработал систему физики игры, которая является модифицированной версией той, которую он написал для авиасимулятора Flight Unlimited компании Looking Glass. Чёрч описал её как «намного более сложную, чем та, которую вы бы нормально использовали для игры в помещении». Система регулирует, среди прочего, отдачу оружия и дуги брошенных объектов. Последние ведут себя по-разному в зависимости от их веса и скорости. Наиболее сложной физической моделью игры является персонаж. Чёрч объяснил, что голова персонажа «наклоняется вперед, когда вы начинаете бежать, и обратно, если вы останавливаетесь», а после удара о поверхность или объект его «голова отклоняется в направлении, противоположном удару, с силой, пропорциональной массе и скорости задействованных объектов». Кодируя физику для игр Looking Glass Technologies, Блэкли позже сказал: «Когда игры не подчиняются законам физики, мы чувствуем, что что-то не так», и что «самый большой комплимент для меня, когда игрок не замечает физику, но только замечает, что всё как надо».
Спектор объяснил, что «не всегда получается то, что пыталась сделать команда», и сказал: «Вы не хотите узнать, сколько раз игра была близкой к финишу, но разработка была приостановлена?». В соответствии с Чёрчем, менеджмент Looking Glass в значительной степени игнорировал System Shock в пользу одновременно разрабатываемой Flight Unlimited, «которая должна была стать хитом». Спектор организовал лицензионное соглашение между Electronic Arts и Looking Glass, которое дало первым товарный знак игры, а вторым авторские права. Его целью было убедиться, что ни одна из сторон не может продолжить франшизу без участия другой. Хотя киберпространство было изначально задумано как реалистичное моделирование взлома, который даже может повторно использовать этические ограничения SHODAN, его упростили после того, как Origin Systems сочла его слишком сложным. Система «Звёздное поле» в игре была написана программистом Джеймсом Флемингом. Марк Леблан был главным создателем HUD игры, который он позднее считал слишком сложным. Он сказал, что в том, что не было «функций, которых вы [не можете] видеть на экране и с которыми [не можете] поиграть», была «школа пользовательского интерфейса от Microsoft Word».
Ла-Пикколо написал музыку для игры, которую Boston Herald назвал «тёмной», «электронной» и «киберпанковой», на компьютере Macintosh и недорогом синтезаторе, используя Opcode Vision. Она динамично меняется в зависимости от действий игрока и принятых решений. Каждый трек был «написан на трёх разных уровнях интенсивности», которые изменяются в зависимости от близости игрока к врагам. Некоторые события, такие как победа в бою, вызывают специальную музыку. Треки игры состоят из четырёх сегментов шкалы, которые могут изменяться динамически в ответ на игровые события. Ла-Пикколо отметил, что при использовании этого метода необходимо написать музыку, которая «течёт с общей темой и не скачет». Из-за того, что музыка тесно связана с геймплеем, Ла-Пикколе пришлось работать в тесном контакте с Чёрчем и Робом Фермье, последний из которых написал «интерактивный модуль скоринга», который сделал музыку динамичной. После записи музыки Ла-Пикколо записал все звуковые эффекты игры. Позже он вспоминал посещение автомобильного ремонтного цеха с «портативным магнитофоном и микрофоном». Он разрабатывал музыку игры в течение 16 месяцев, работая на договорной основе до расформирования группы Tribe в мае 1994 года; Нед Лернер дал ему полный рабочий день на должности аудиорежиссёра на следующий день.
Оригинальное издание на дискетах System Shock сентября 1994 года не имело никакой поддержки разговорных диалогов. CD-ROM, выпущенный в декабре 1994 года, имел полную поддержку журналов и электронной почты, возможность установки нескольких разрешений экрана и усовершенствованную графику. Часто считается, что версия на компакт-диске превосходит floppy-версию. После завершения работы над звуком и музыкой для floppy-версии Ла-Пикколо записал диалоги на CD, используя голоса сотрудников компании и своих друзей, которые он смешал с окружающими звуками для создания «аудиовиньетки». Даг Чёрч позже сказал: «Мы пытались удержать их от выпуска floppy-версии и просто выпустить CD-версию, но „Origin“ не будет иметь ни одну из них». Создатель System Shock Уоррен Спектор позже выразил сожаление по поводу floppy-версии, заявив, что «хотел вернуться и принять решение не создавать флоппи-версию за несколько месяцев до полного озвучивания CD-версии. Дополнительного аудио добавлено так много, что это, можно сказать, другая игра. CD-версия казалась гораздо больше, ну, современной. И восприятие „Shock“ было закреплено в прессе и в умах людей по флоппи-версии (прямо немое кино!). Я действительно думаю, что это стоило нам продаж…».

## Критика
| Иноязычные издания       | Иноязычные издания  |
| Издание                  | Оценка              |
| ------------------------ | ------------------- |
| Computer Gaming World    | [ 17 ]              |
| Next Generation Magazine | [ 36 ]              |
| PC Gamer US              | 96 %                |
| PC Gamer UK              | 90 %                |
| Boston Herald            | [ 39 ]              |
| PC Format                | 89 %                |
| Награды                  |                     |
| Издание                  | Награда             |
| PC Gamer US              | Best Adventure Game |

System Shock была продана в количестве более 170 000 экземпляров. Maximum PC считает, что игра не достигла статуса «блокбастера», но была достаточно успешной, чтобы «держать „Looking Glass“ на плаву». Бил Хайлз из GameSpy отметил, что несмотря на то, что она хорошо продавалась, она никогда не достигла бешеной популярности [Doom]. Павел Нейрат позже сказал, что игра «не провалилась», но в конечном итоге компания «потеряла деньги». Computer Gaming World оценил масштаб игры, физику системы и достаточно правдивую 3D-среду; журнал восхвалял показ киберпространства, как «феноменальный». Тем не менее, рецензент считает, что игра была «немного недоработанной» и имела «запутанные уровни». Computer Shopper писал, что, в то время как управление в игре было трудно осваиваемым по сравнению с «простым беги-и-стреляй, как в „Doom“», оно «стоило времени и усилий». Рецензент отметил, что игра увлекает вас и будет держать вас заинтригованным в течение нескольких недель.
Boston Herald отметила сходство между System Shock и Doom, но посчитала System Shock «более сложной». Рецензент отметил высокие системные требования и сложные элементы управления; насчёт последнего он писал: «Непонятно, как вы можете играть в „System Shock“, не прочитав инструкцию по крайней мере 20 минут». Газета писала, что игра будет устанавливать новый стандарт для компьютерных игр с сочетанием действий и решением головоломок. «Atlanta Journal-Constitution» сравнил игру с хорошо приготовленным гамбургером: «Знакомый материал, но хороший до последнего байта». Рецензент отметил, что игра имеет «несколько неуклюжее управление», но это, однако, всё, что он смог найти, на что жаловаться. Графика и звук отличные, игра захватывающая и хорошо развивается.
PC Gamer US посчитал System Shock игрой, передающей наиболее полное погружение в игровой мир, которое рецензент когда-либо испытывал. Он похвалил сюжет и систему управления в игре, и считает, что «независимо от того, какую игру вы ищете, вы найдете в „System Shock“ что-то, что вас порадует». Он закончил свой обзор, заявив, что игра поднимает компьютерные игры на новый уровень. Next Generation Magazine обобщил впечатления от игры, как большую смесь стратегии и экшна со всеми дополнениями. Различные источники причислили SHODAN к спискам самых эффективных антагонистов и женских персонажей в истории видеоигр. В последующие после выпуска годы System Shock была введена во многие списки лучших видеоигр всех времен, в том числе по версиям PC Gamer, GameSpy и Computer Gaming World
В декабре 1999 года в журнале Game.EXE игра заняла седьмое место вместе с Diablo и SimCity в рейтинге «Топ-10 1990-х годов, лучшие компьютерные игры десятилетия по версии лучших разработчиков».

## Влияние

Сверху вниз: оригинальная версия System Shock, System Shock: Enhanced Edition, ремейк 2023 года

Gamasutra и Патрик Рединг с Ubisoft подтвердили, что «тот факт, что многие из функций System Shock стали теперь практически обязательным условием в современных научно-фантастических шутерах, является свидетельством влияния, которое оказала эта игра». GameSpy утверждал, что игра является прародителем многих последующих экшн-игр с упором на сюжетную составляющую: Metal Gear Solid, Resident Evil и даже Half-Life. Eurogamer назвал серию System Shock ориентиром для интеллектуальных игр от первого лица и отметил, что «она создала революционный толчок, который… повлиял на дизайн бесчисленного множества игр». Игра была названа в качестве ключевого популяризатора такого игрового процесса. Некоторые разработчики игр признали влияние System Shock на свою продукцию. Разработчик Deus Ex Уоррен Спектор показал желание «построить на фундаменте, заложенном ребятами из Looking Glass в таких играх как …System Shock». Разработчик Кен Левин прокомментировал, что «дух System Shock проявляется в следующем: игрок ведет игру, а не дизайнер», и в Irrational Games это игра, которую он в идеале хотел сделать. Продолжение System Shock под названием System Shock 2 было выпущено в 1999 году и получило в дальнейшем признание и награды. Эти две игры стали вдохновителями игры BioShock 2007 года.

### Enhanced Edition
Одним из первых проектов студии Night Dive Studios стало приобретение прав и портирование на современные платформы System Shock, которая вышла с подзаголовком Enhanced Edition через систему дистрибуции GOG 22 сентября 2015 года. В данной версии было осовременено управление, появилась поддержка больших и широкоформатных разрешений. Вместе с улучшенной версией выпускалась и неизменённая версия под названием System Shock: Classic для платформ Linux, macOS и Windows (через эмуляцию посредством DOSBox).
5 апреля 2018 года Night Dive Studios опубликовала исходный код порта игры для Mac OS под лицензией GPL3. Лицензия касается только непосредственно исходного кода, ресурсы игры, необходимые для запуска, остаются под EULA-лицензией. Во время кампании по сбору средств на производство System Shock Remastered компания Night Dive Studios озвучила планы по портированию System Shock: Enhanced Edition на современные платформы с использованием данного исходного кода и последующей публикацией полученных наработок под открытой лицензией.

### Ремейк
28 июня 2016 года было объявлено, что компания Nightdive Studios работает над ремейком первой части игры. Средства для создания ремейка собирались при помощи Kickstarter — 30 июля 2016 года разработчиками была собрана сумма более 1 миллиона долларов США. Во время кампании на Kickstarter разработчиками была предоставлена демоверсия игры, которая распространялась через цифровую дистрибуцию. Однако 16 февраля 2018 года было объявлено о заморозке производства игры, поскольку «производство ремейка вышло из-под контроля». Представитель студии сообщил в апрельском обновлении, что разработка ремейка продолжена с планируемым закрытым бета-тестированием в сентябре 2018 года. Выход игры перенесён на 2019 год.